# Унидос Пара Прогресар (Пихихијапан)
Унидос Пара Прогресар (шп. Unidos Para Progresar) насеље је у Мексику у савезној држави Чијапас у општини Пихихијапан. Насеље се налази на надморској висини од 416 м.

## Становништво
Према подацима из 2010. године у насељу су живела 3 становника.

### Хронологија
| Година       | 2000         | 2005        | 2010 |
| ------------ | ------------ | ----------- | ---- |
| Становништво | 42 (22 / 20) | 20 (12 / 8) | 3    |

### Попис
| # | Индикатор                     | Вредност |
| - | ----------------------------- | -------- |
| 1 | Укупно домаћинстава           | 11       |
| 2 | Укупно насељених домаћинстава | 2        |
| 3 | Величина локације             | 1        |